# Langenboom
Langenboom (dialect: Langebom) is een kerkdorp in de gemeente Land van Cuijk, in de Nederlandse provincie Noord-Brabant. Op 1 januari 2023 telde het dorp 2.300 inwoners, verdeeld over 932 woningen, met een gemiddelde WOZ-waarde van € 419.000, op een oppervlakte van 13,37 km². 
Lang behoorde Langenboom tot de gemeente Escharen, maar sinds 1942 viel het dorp onder de gemeente Mill en Sint Hubert. Laatstgenoemde gemeente ging per 1 januari 2022 op in de gemeente Land van Cuijk. 

## Toponymie
De naam van het dorp is waarschijnlijk afgeleid van een soort van slagboom bij de weiden van de Graspeel, op de weg tussen de plaatsen Langenboom en Zeeland. Deze slagboom verschafte het vee toegang tot de weiden. Lang werd ook gedacht dat de naam mogelijk was afgeleid van de lange boom bij het hertenkamp nabij de kerk. Uit onderzoek bleek dat de boom jonger was dan de plaatsnaam. Vroeger werd de naam overigens geschreven als: "De Lange Boom".

## Geschiedenis
Langenboom werd voor het eerst vermeld in een oorkonde van 10 november 1525, waarin sprake is van twee kampen heideland, "bij den Peel angen Langenboem". In 1541 was er sprake van een "bouwhof" in Langenboom, gelegen op Hal.
Omstreeks 1800 waren er twee boerderijen die zo'n 20 bunder grond omvatten. In 1843 kwam er een derde boerderij bij, waar een priester-neef van de eigenaressen, Felix Walter geheten, een kluizenaarsgemeenschap wilde stichten. Dit mislukte, maar Felix Walter nodigde in 1852 de Dominicanen uit Nijmegen uit. De drie boerderijen en het omliggende land werden aan deze paters geschonken en deze vestigden er een noviciaat en een studiehuis. In 1858 gingen de meesten van hen naar hun nieuwe klooster te Huissen. Slechts enkele paters bleven achter, maar deze stimuleerden wél de ontwikkeling van de gemeenschap die op dat ogenblik slechts 70 zielen telde, alsmede nog 120 in de nabije buurtschap Lage Peel.
In 1869 werd er een kerk ingewijd, ontworpen door Pierre Cuypers. Voor dopen, trouwen en begraven moest men echter nog in Escharen zijn. Daarom was er reeds in 1903 behoefte aan een eigen parochie, maar pas op 31 mei 1918 werd Langenboom afgesplitst van de parochie Escharen. Niet lang daarna kwam er een eigen begraafplaats.

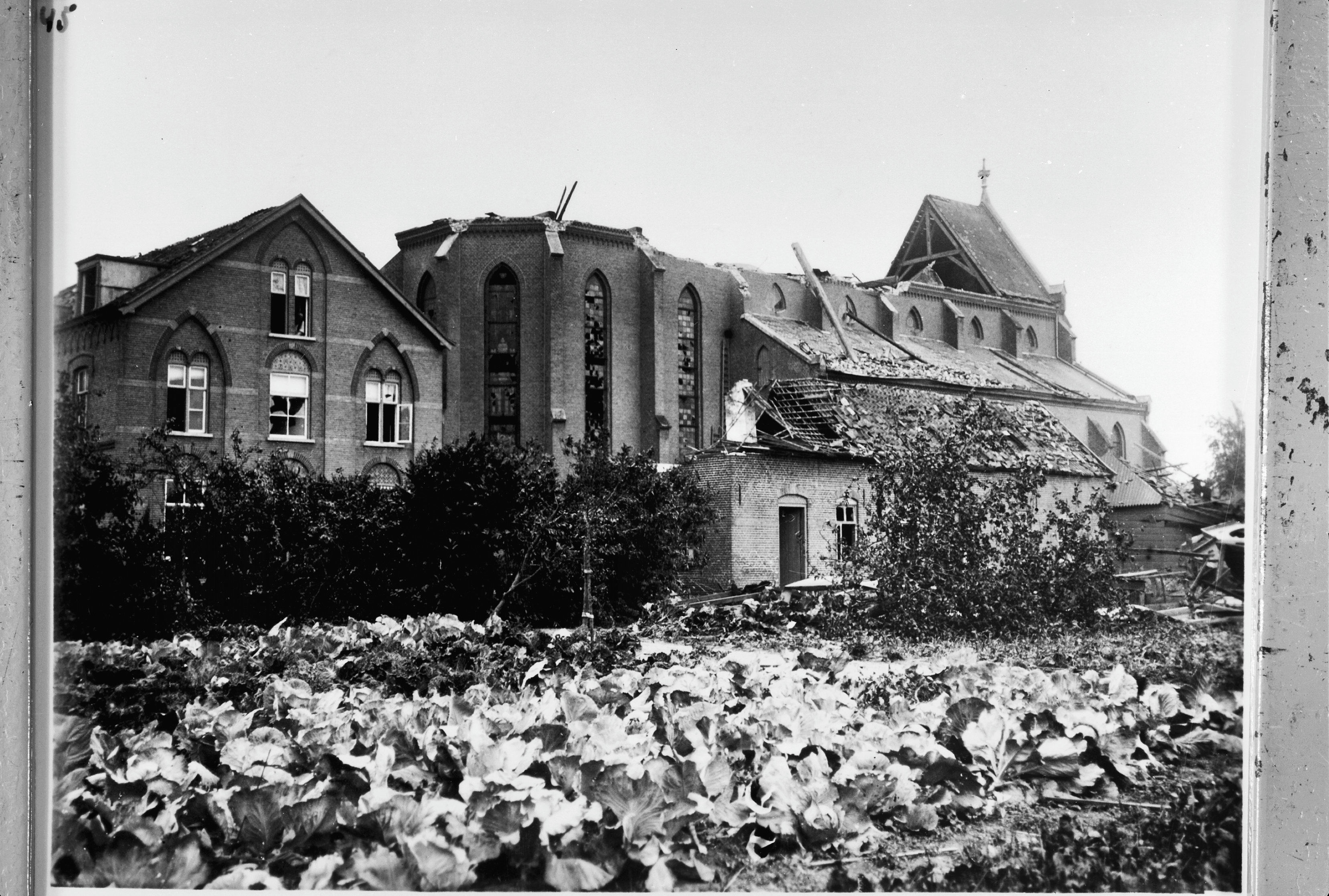
De verwoeste kerk na de stormramp

Op 10 augustus 1925 vond een stormramp plaats, waarbij het klooster, de kerk, de school en 21 huizen verwoest werden. Daarom moest in 1926 een nieuwe kerk worden gebouwd. Dit gebeurde naar het ontwerp van Eduard Cuypers uit Amsterdam. Het beeldje van Onze Lieve Vrouw van Langenboom werd toen door de particuliere bezitter aan de parochie geschonken. Het dorp werd na de storm door het leger en vele vrijwilligers weer opgebouwd.

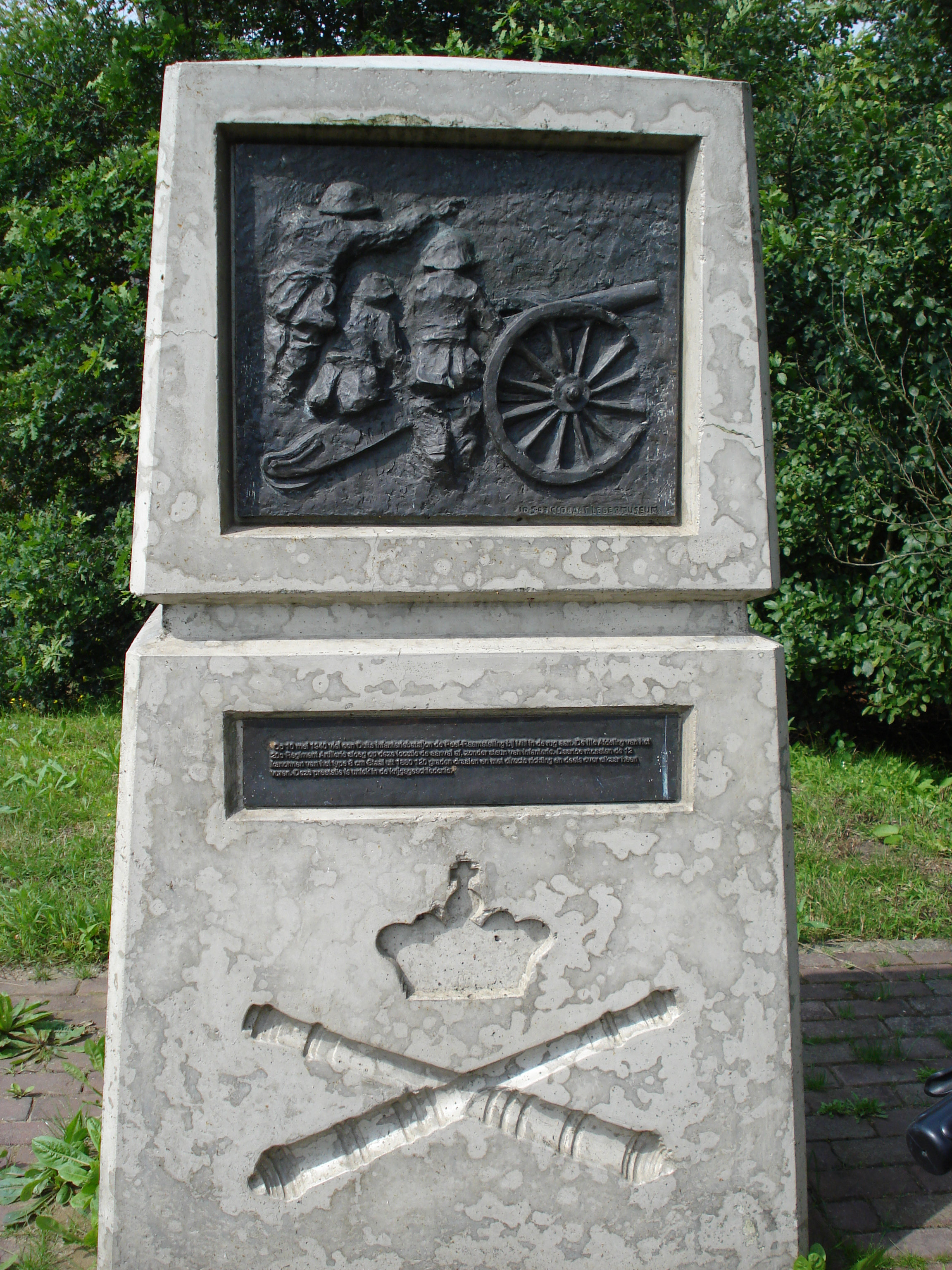
Monument ter herdenking van de slag van 10 mei 1940

Tijdens de Tweede Wereldoorlog was Langenboom belangrijk omdat generaal Miles Dempsey, bevelhebber van het Tweede Engelse Leger, in oktober 1944 zijn hoofdkwartier betrok in een boerderij te Langenboom. Hij moest ervoor zorgen dat de Britse troepen naar Nijmegen op zouden rukken. Op 13 oktober 1944 kwam de Britse koning George VI bij hem op bezoek en de boerderij heet sindsdien Koningshoeve. De Kloosterstraat waaraan deze hoeve was gelegen, werd in 1945 omgedoopt tot Dempseystraat.
In 1950 werd, samen met de Dominicanen, de Thomasburcht gebouwd. Hier kwamen organisaties als Jong Nederland en het Katholiek Meisjesgilde Genoveva bijeen. In 1968 werden de activiteiten beëindigd en het gebouw gesloopt. In juli 1964 was dan al het besluit door de Dominicanen genomen om zich terug te trekken. Het klooster was bouwvallig geworden en de orde had besloten zich meer te centraliseren.
Het klooster werd daarna omgebouwd tot gemeenschapshuis 't Kloster. De dorpskerk ligt direct naast 't Kloster. Oorspronkelijk waren de twee gebouwen met elkaar verbonden, maar bij een renovatie in 1995 werden de twee gebouwen losgekoppeld.
Omstreeks 1970 werd aan de huidige Schaapsdijkseweg een religieuze leefgemeenschap gesticht, Het Hoge Steen geheten, die nog steeds bestaat.
In 1985, 60 jaar na dato, werd in het dorp een monument voor de stormramp van 1925 onthuld, deze staat voor 't Kloster en de kerk. Het monument bestaat uit 1800 haagbeuken, die in een cirkelvormig patroon de windrichting van de tornado aangeven. Dit monument wordt de tornadotuin genoemd.

## Natuur en landschap

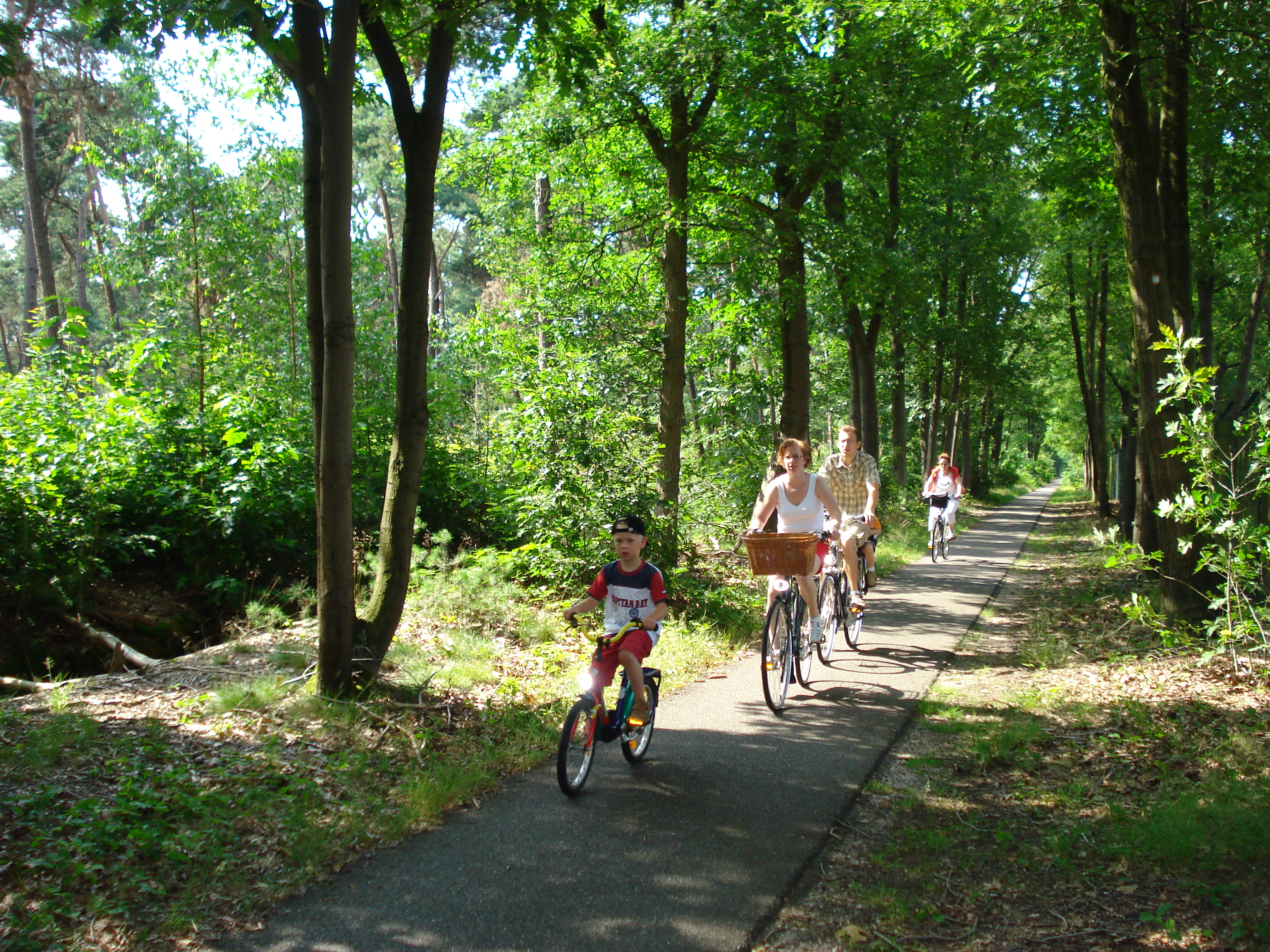
Fietstoerisme in het bos van Langenboom

Ten zuidoosten van Langenboom bevinden zich plassen. Deze zijn ontstaan door de activiteiten van een steenfabriek, terwijl er ook een zand- en grindgroeve actief is. Hier wordt het zogenaamde groenzand gewonnen dat gebruikt wordt in de wegenbouw en stamt uit het Mioceen en het Plioceen. Groenzand bevat het mineraal glauconiet. In dit zand zijn tal van fossielen te vinden, zoals vogelbotjes, haaientanden, gehoorbotjes van dolfijnsoorten en dergelijke.
De plassen vormen een recreatiegebied, "De Kuilen" geheten.
Direct ten noordoosten van Langenboom ligt het naaldbosgebied 'de Langenboomse Bossen'. Natuurmonumenten is bezig met het omvormen van het naaldbos naar een meer gevarieerd bos met open plekken. Dit voormalige productiebos beslaat 225 ha en was in gebruik als militair oefenterrein door het Ministerie van Defensie. Heden ten dage worden er door Defensie nog oefeningen met verbindingseenheden uitgevoerd. Het gebied is opengesteld voor wandelaars.
In westelijke richting ligt een ontginningsgebied. Hier lopen de Halse Beek en de Graspeelloop. Deze riviertjes komen uiteindelijk uit in de Graafse Raam. Er is hier landbouw en ook een bosgebied dat aansluit bij de Reekse Heide.

## Sport en recreatie

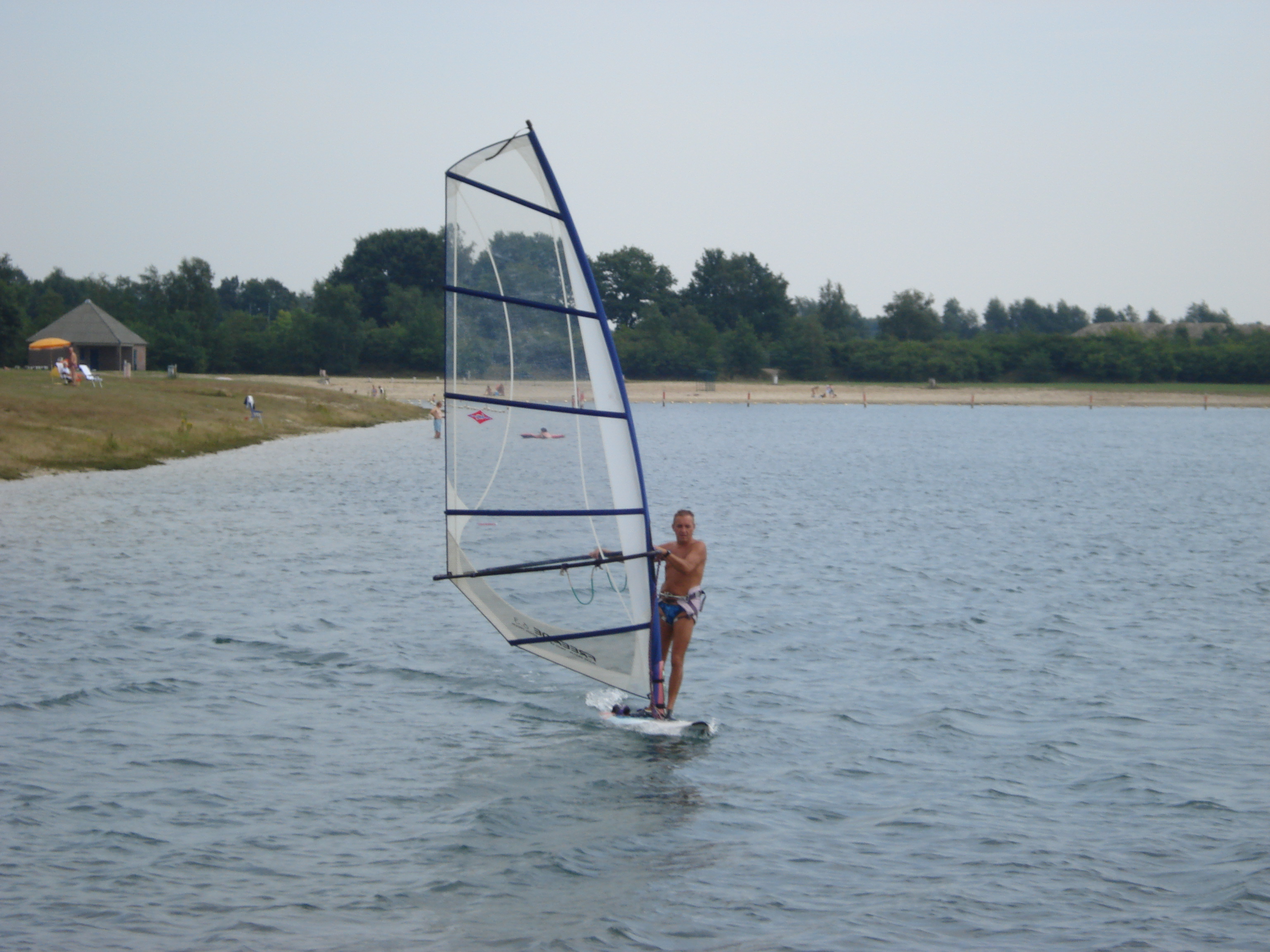
Een windsurfer op de recreatieplas en voormalige zandgroeve 'de Kuilen' in Langenboom

Langenboom wordt ook wel een voetbaldorp genoemd, dit omdat via de voetbalploeg SES Langenboom vaak de 'strijd' wordt aangegaan met het dorp Mill, waar de voetbalploeg Juliana Mill heet. De twee ploegen spelen vaak bij elkaar in dezelfde klasse, de strijd komt mede voort uit het feit dat Mill en Langenboom vroeger niet tot dezelfde gemeente behoorden. Ook aan de oprichting van de sportverenigingen hebben de Dominicanen een groot aandeel gehad.
In Langenboom bevindt zich het Museum voor Nostalgie en Techniek.

## Bevolkingsontwikkeling
| Jaar* | Aantal inwoners |
| ----- | --------------- |
| 1995  | 2.170           |
| 1997  | 2.230           |
| 1999  | 2.260           |
| 2000  | 2.260           |
| 2001  | 2.270           |
| 2002  | 2.270           |
| 2003  | 2.290           |
| 2004  | 2.280           |
| 2005  | 2.290           |
| 2006  | 2.280           |
| 2007  | 2.270           |
| 2008  | 2.240           |
| 2009  | 2.260           |
| 2010  | 2.285           |
| 2011  | 2.250           |
| 2012  | 2.225           |
| 2013  | 2.217           |
| 2014  | 2.218           |
| 2015  | 2.221           |
| 2016  | 2.204           |
| 2017  | 2.196           |
| 2018  | 2.210           |
| 2019  | 2.258           |
| 2020  | 2.262           |
| 2021  | 2.265           |
| 2022  | 2.260           |
| 2023  | 2.300           |

* Het aantal inwoners op 1 januari. De cijfers zijn tot en met het jaar 2009 aselect afgerond op tientallen. Vanaf het jaar 2010 t/m 2012 zijn ze aselect afgerond op vijftallen. Vanaf 2013 zijn de cijfers niet afgerond.

## Geboren
- Thomas van Hoogstraten (1845-1907), letterkundige, dichter, schrijver en theoloog
- Frans Verstraten (1963), psycholoog
- Hans Gremmen (1976), grafisch ontwerper

## Verenigingen
| Sport     | Faciliteiten                      | Vereniging        |
| --------- | --------------------------------- | ----------------- |
| Tennis    | 4 kunstgrasbanen                  | T.C. Langenboom   |
| Vissen    | Plassen De Kuilen                 | HSV De Rietvoorn  |
| Biljarten | Gemeenschapsaccommodatie "De Wis" | BC De Wis-Keuen   |
| Voetbal   | Sportpark de Kogelberg            | S.E.S. Langenboom |

- Biljartclub De Wis-Keuen
- Dames conditietraining Langenboom
- Dynamictennisvereniging Taflan
- Hengelsportvereniging HSV De Rietvoorn[6]
- LaWaCo avondvierdaagse Langenboom
- Menvereniging Tussen De Burries Langenboom
- Motorclub Zoef
- Muziekvereniging Amicitia
- Paardensportvereniging Hippos Langenboom
- Rondom het Torentje, maandblad
- Schietvereniging 't Roosje
- Scouting Langenboom (opgericht in 2008)
- Tafeltennisvereniging Taflan (TAFeltennis LANgenboom, voorheen Ping Pong Club Langenboom, opgericht in 1967)
- TCL Tennisclub Langenboom (opgericht in 1978)
- Voetbalvereniging SES Langenboom (Steeds Eendrachtig Samenwerking, opgericht in 1937)
- Volleybalvereniging VAMOS (Vollan’65 en Apollo Mill Met Overtuiging Samen, ontstaan in 2022 uit een fusie tussen Apollo Mill en Vollan '65 Langenboom)
- Vrouwenvereniging VVL Vrouwen Vereniging Langenboom
- Wielertourclub De Doortrappers (opgericht in 1980)
- Yogabindu Langenboom

Voormalige verenigingen
- Schaakclub DEVO '86 (Door Enkele Vrienden Opgericht) (opgeheven in 2021)
- Tafeltennisvereniging L.T.T.C. (Langenboomse Tafeltennisclub, opgericht in 1953, opgeheven in 1959)
- Tafeltennisvereniging TIONA (Tafeltennis Is Ontspannen Na Arbeid, opgericht in 1995, opgeheven in 2005)
- Tafeltennisvereniging Kantbal (opgericht in 2000, opgeheven in 2010)
- Volleybalvereniging Vollan '65 (opgericht in 1965, gefuseerd in 2022 met Apollo uit Mill tot VAMOS)

## Nabijgelegen kernen
Zeeland, Escharen, Oventje, Mill, Reek